# Omer Vanaudenhove
Omer Rudolphe Jean Vanaudenhove (Diest, 3 dicembre 1913 – Lovanio, 26 novembre 1994) è stato un politico e imprenditore belga.
È stato ministro e presidente del Partito Liberale e del Partito della Libertà e del Progresso.

## Formazione e gioventù
La famiglia di Vanaudenhove era una famiglia di imprenditori, possedeva una piccola fabbrica di calzature. Dopo avere completato l'istruzione secondaria, Omer Vanaudenhove si dedicò assieme al fratello Albert all'attività di famiglia, rendendola una delle principali fabbriche di calzature del Belgio. A causa dell'attività imprenditoriale, nel 1932 abbandonò gli studi in ingegneria.
Nel 1939 cominciò a servire nell'esercito belga. Partecipò alla resistenza contro l'occupazione tedesca del Belgio, ma nel gennaio 1944 venne catturato dalla Wehrmacht e fu prigioniero fino al maggio 1945 nel campo di concentramento di Sachsenhausen-Rathenau.

## Carriera politica
Nel 1947 venne eletto sindaco della sua cittadina, Diest e svolse l'incarico fino al gennaio 1955. Fece parte del consiglio comunale di Diest ininterrottamente fino al 1972. Tra il 1976 e il 1978 fu nuovamente sindaco della cittadina, ma poi si dimise per ragioni di salute.

### Ministro
Nel 1954 Vanaudenhove venne nominato membro del Senato. Fu ministro dei lavori pubblici e della ricostruzione nel quarto governo guidato da Achille Van Acker dal 1955 al 1958 e poi nuovamente nel governo presieduto da Gaston Eyskens dal 1958 al 1961. Durante i suoi mandati venne decisa la costruzione delle prime autostrade del Paese e vennero realizzate le importanti opere per l'Esposizione universale di Bruxelles del 1958 e la tangenziale di Bruxelles.

### Presidente del Partito della libertà e del progresso
Nel 1961 venne eletto presidente del Partito Liberale e nello stesso anno guidò la trasformazione del partito in Partito della Libertà e del Progresso. Vanaudenhove moderò il tradizionale anticlericalismo del partito, aprendo in maniera decisa all'elettorato cattolico. La strategia ebbe successo e nelle elezioni del 1965 il partito riuscì quasi a raddoppiare i consensi e a passare da 20 a 48 seggi, affermandosi come un partito di primo piano. Vanaudenhove scelse di rimanere alla guida del partito e di non assumere incarichi di governo.
Vanaudenhove era un sostenitore dell'unità del Belgio e dell'unità del Partito della Libertà e del Progresso. Tuttavia, le crescenti tensioni tra fiamminghi e valloni e il risultato relativamente deludente delle elezioni del 1968 spinsero Vanaudenhove alle dimissioni dalla presidenza del partito nel 1969. Prese il suo posto Pierre Descamps, ma nel 1972 il partito si scisse in un partito vallone ed uno fiammingo. Vanaudenhove fece parte di quest'ultimo, il Partito della Libertà e del Progresso delle Fiandre.
Nel 1975 fondò il "Centro di ricerca per la riforma politica".
Massone, fu membro del Grande Oriente del Belgio.

## Attività imprenditoriale
Dopo il ritiro dall'attività politica Vanaudenhove tornò a dedicarsi alla sua attività imprenditoriale. Oltre all'azienda di vendita all'ingrosso Shoe central Vanaudenhove possedeva l'attività produttiva Euro Vana. Più tardi le due attività vennero fuse e condussero alla formazione della catena di negozi Shoe post.

## Famiglia
Nel 1949 Vanaudenhove si sposò con una donna britannica. Ebbero quattro figli.

## Riconoscimenti
Il 12 luglio 1966 gli venne conferito il titolo onorario di Ministro di Stato.
Nel 1989 ricevette il titolo di visconte.

## Pubblicazioni
- Suzanne De Winter e Willy Vandendijck, Omer Vanaudenhove, een houding (Bruxelles: Uitgeverij Labor, 1974).
- Suzanne De Winter, Omer Vanaudenhove, les défis du bâtisseur (Bruxelles: Editions Labor, 1974).
- Omer Vanaudenhove. Een bruggenbouwer, a cura di Suzanne Vanaudenhove e Luc Pareyn (Ghent: Liberaal Archief, 1996).